# Viewtiful Joe 2
Viewtiful Joe 2 é um jogo eletrônico e a sequência direta de Viewtiful Joe. O jogo foi desenvolvido pela Clover Studio e publicado pela Capcom, sendo lançado em 23 de novembro de 2004 para GameCube e PlayStation 2.
Viewtiful Joe 2 é um jogo de plataforma, luta e aventura, no qual o jogador controla a personagem Joe no mundo fictício chamado "Movieworld" ("Terra dos Filmes"). Dentro da Movieworld, Joe possui poderes "VFX" como Slow (semelhante a bullet-time), Mach Speed (alta velocidade) e Zoom à sua disposição para derrotar seus inimigos. Sua namorada, Silvia, que também recebeu poderes "VFX", junta-se a ele. Contudo, Silvia possui o poder "Replay" ao invés de Mach Speed, o que lhe permite repetir um ataque em uma sequência de três vezes, de um modo dramático. Durante o jogo, o jogador pode trocar entre Joe e Silvia em qualquer momento, e segurar o botão de troca faz os personagens executarem um pequeno ataque especial. Numa prévia contida no primeiro Viewtiful Joe, Silvia e Joe foram mostrados lutando na tela de uma vez só, dando a ideia de um modo cooperativo. Esta ideia, aparentemente, foi deixada de lado, contudo.

## Recepção
A IGN deu ao jogo uma nota 9/10, elogiando a profundidade da jogabilidade que satisfez, além de que "todas as sequências do jogo devem ser bons desse jeito".